# Рабеноро, Цезарь
Цезарь Рабеноро (фр.Césaire Rabenoro; 27 августа 1923 – 24 января 2002) – малагасийский политический,государственный и дипломатический деятель, писатель
, Министр иностранных дел Мадагаскара (1991—1993). Председатель Малагасийской академии (1973–2002). Доктор наук.

## Биография
Образование получил во Франции, сначала на фармацевтическом факультете в университете Парижа, затем на факультете политологии в Институте политических исследований в Экс-ан-Провансе.
В 1960 году был членом делегации из двадцати четырёх человек, которая обсуждала условия независимости с французским правительством.
С 1960 по 1967 год работал генеральным комиссаром по планированию и государственным секретарём  иностранных дел вместе с Жаком Рабеманандзарой, тогдашним послом Малагасийской Республики в Лондоне и Париже.
В 1970–1971 годах был министром здравоохранения Мадагаскара, затем министром промышленности и торговли (1971–1972).
В 1991–1993 занимал пост министра иностранных дел Мадагаскара.
Член Малагасийской академии, которую возглавлял с 1973 года до своей смерти.
Сыграл важную роль в первом вмешательстве добровольцев Корпуса мира на Мадагаскар. Также, служил послом в Великобритании, Франции, Италии, Греции и Израиле.
Автор нескольких книг о внешних отношениях страны, в первую очередь «Внешние отношения Мадагаскара», опубликованную в 2000 года.
Умер 24 января 2002 года в возрасте 78 лет.